# Papp Lili
Papp Lili (Mezőtúr, 1985. augusztus 15. –) magyar modell, szépségkirálynő és műsorvezető. Modellkarrierje során számos díjat és egyéb helyezést ért el hazai és nemzetközi versenyeken. A szépségkirálynő-választásokon elért jó eredményei miatt több televíziós show-műsorban szerepelt résztvevőként (Hal a tortán), vendégként, interjúalanyként vagy éppen műsorvezetőként (2006 óta a Kenó sorsolás, 2014 óta a Skandináv Lottó sorsolás és 2021 óta a Hatoslottó sorsolás egyik háziasszonya a Duna TV-n).

## Díjai
| Dátum | Név                           | Helyezés |
| ----- | ----------------------------- | -------- |
| 2008  | Miss Balaton                  | 1. hely  |
| 2007  | Miss Alpok-Adria              | 1. hely  |
| 2007  | Miss Alpe Adria International | 2. hely  |
| 2006  | Miss Internet                 | 1. hely  |
| 2005  | Miss Hungary                  | 2. hely  |
| 2004  | Tisza-tó szépe                | 1. hely  |